# Каплан Самуїл Аронович
Самуїл Аронович Каплан (10 жовтня 1921 — 11 червня 1978) — радянський астрофізик, професор, доктор фізико-математичних наук, що значну частину наукової діяльності провів в Астрономічній обсерваторії Львівського університету.

## Біографія
Народився 10 жовтня 1921 року в Рославлі (нині Смоленська область). Учасник оборони Ленінграда і прориву блокади (1941–1944). У 1945 екстерном закінчив Ленінградський педагогічний інститут ім. А. І. Герцена, в 1948 — аспірантуру при Ленінградському університеті, захистивши дисертацію кандидата фіз.-мат. наук. У 1948–1961 працював у Львівському університеті (завідував відділом астрофізики в обсерваторії університету, був професором кафедри теоретичної фізики). Саме тут він розпочав активну наукову діяльність. Працюючи в Львівському університеті читає лекції з електродинаміки, механіки суцільних середовищ, термодинаміки й стат.фізики. Наприкінці роботи у Львові Самуїл Каплан був автором вже 95 наукових робіт (включаючи переклади). В 1957 році захищає дисертацію доктора фіз.-мат. наук в МДУ ім. М. Ломоносова. З 1961 працював у Науково-дослідному радіофізичному інституті в Горькому, професор Горьковського університету.
Основні наукові роботи належать до теоретичної астрофізики. Займався теорією білих карликів: вперше знайшов межу їхньої щільності, обумовлену ефектами загальної теорії відносності, побудував теорію охолодження білих карликів (теорія Каплана — Местела). Знайшов радіус останньої стійкої орбіти в полі Шварцшильда. Отримав ряд важливих результатів в динаміці міжзоряного середовища, що визначає параметри міжзоряної турбулентності, показав велику роль випромінювання в теорії міжзоряних ударних хвиль і йонізаційних розривів, побудував теорію хвиль з висвіченням. Розробляв теорію турбулентності в магнітному полі, досліджував поширення швидких частинок в міжзоряних магнітних полях. Низка робіт присвячена теорії переносу випромінювання в нестаціонарному середовищі. Каплан є одним з піонерів плазмової астрофізики. Спільно з В. М. Цитовичем виконав розрахунки ймовірностей різних плазмових процесів, що призводять до створення потужного радіовипромінювання і прискоренню швидких частинок в космічних джерелах. Ці розрахунки лягли в основу багатьох робіт з теорії радіовипромінювання Сонця, з теорії пульсарів і галактичних ядер.

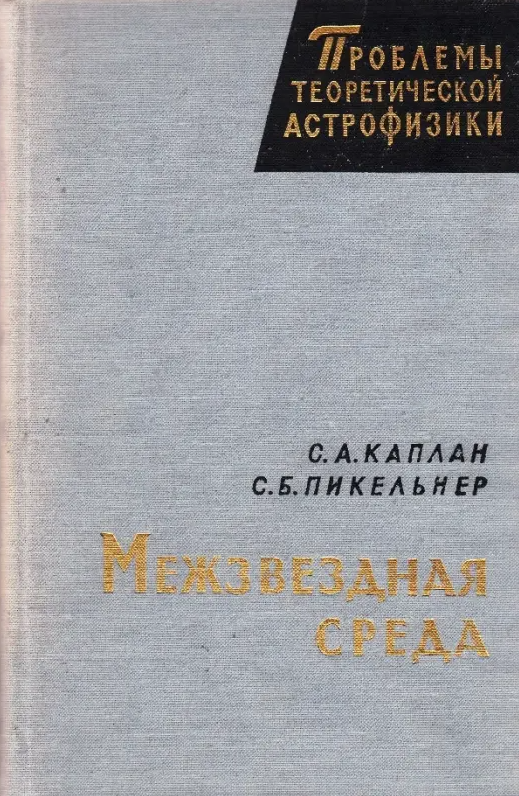
Обкладинка книги «Межзвёздная среда» (1963)

Автор монографій «Міжзоряна газодинаміка» (1958), «Міжзоряне середовище» (спільно з С. Б. Пікельнер, 1963), «Плазмова астрофізика» (спільно з В. М. Цитовичем, 1972), «Розмірності і подібність астрофізичних величин» (спільно з Е. А. Диба, 1976), «Фізика плазми сонячної атмосфери» (спільно з С. Б. Пікельнер і В. М. Цитовичем, 1977), «Фізика міжзоряного середовища» (спільно з Пікельнер, 1979). Написав ряд науково-популярних книг, з яких найвідоміша «Фізика зірок» (3-є вид. 1977).
В 1980 році малу планету, відкриту Пелагеєю Шайн в Сімеїзькій обсерваторії було названо на честь Самуїла Каплана (1987 Каплан).